# نورما إلين براون
نورما إلين براون (بالإنجليزية: Norma Elaine Brown)‏ هي ضابطة أمريكية، ولدت في 11 فبراير 1926، وتوفيت في 22 يوليو 2003 في شايان في الولايات المتحدة.